# Mu'ayyad al-Din al-Urdi
Al-Urdi (nome completo: Moayad Al-Din Al-Urdi Al-Amiri Al-Dimashqi)  (em árabe: مؤيد الدين العرضي العامري الدمشقي) (m. 1266) foi um astrônomo sírio árabe medieval e geômetra.

## Vida
Nascido por volta de 1200, presumivelmente (a partir da nisba al‐ʿUrḍī) na vila de ʿUrḍ no deserto sírio entre Palmira e Resafa, ele se mudou para Damasco em algum momento antes de 1239, onde trabalhou como engenheiro e professor de geometria, e construiu instrumentos para al-Malik al-Mansur de Hims. Em 1259, mudou-se para Maragha no noroeste do Irã, após ser convidado por Nasir al-Din al-Tusi para ajudar a estabelecer o Observatório de Maragha sob o patrocínio de Hulagu. As obras mais notáveis de Al-Urdi são Risālat al-Raṣd, um tratado sobre instrumentos de observação, e Kitāb al-Hayʾa (كتاب الهيئة), uma obra sobre astronomia teórica. Sua influência pode ser vista em Bar Hebreu e Qutb al-Din al-Shirazi, além de ser citado por Ibn al-Shatir.
Al-Urdi contribuiu para a construção do observatório fora da cidade, construindo dispositivos especiais e rodas d'água para fornecer água potável ao observatório, que foi construído em uma colina. Ele também construiu alguns dos instrumentos usados no observatório, no ano 1261/2. O filho de Al-Urdi, que também trabalhou no observatório, fez uma cópia do Kitāb al‐Hayʾa de seu pai e também construiu um globo celeste em 1279.
Al-Urdi é membro do grupo de astrônomos islâmicos dos séculos XIII e XIV que foram ativos na crítica ao modelo astronômico apresentado no Almagesto de Ptolomeu. Saliba (1979) identificou o manuscrito Bodleian Marsh 621 como uma cópia do Kitāb al-Hayʾa de Al-Urdi, com base no qual ele argumentou que as contribuições de Al-Urdi precederam as de Al-Tusi. Otto E. Neugebauer em 1957 argumentou que os trabalhos deste grupo de astrônomos, talvez via Ibn al-Shatir, devem ter sido recebidos na Europa do século XV e, finalmente, influenciaram os trabalhos de Copérnico. Isso diz respeito particularmente ao "lema de Urdi", uma extensão do teorema de Apolônio que permitiu substituir um equante em um modelo astronômico por um epiciclo equivalente que se movia em torno de um deferente centralizado na metade da distância até o ponto equante.